# Delphinium crispulum
Delphinium crispulum là một loài thực vật có hoa trong họ Mao lương. Loài này được Rupr. mô tả khoa học đầu tiên năm 1869.